# Les Bugnenets-Savagnières
Les Bugnenets-Savagnières è una stazione sciistica svizzera che si estende sul massiccio del Giura, tra il comuni di Saint-Imier nel Canton Berna) e di Val-de-Ruz nel Canton Neuchâtel (frazione Le Pâquier).